# Ligne de danse
La ligne de danse est un concept utilisé en danse. Ce concept représente deux principes différents :
- La ligne de danse en danse de salon : c'est une ligne imaginaire qui fait le tour de la salle de danse dans le sens inverse des aiguilles d'une montre (sens du bal).
- La ligne de danse pour les danses en couples sans déplacement dans la salle : c'est une ligne imaginaire de laquelle les danseurs sont censés rester proches.

## En danses de salon

### Objectifs de la ligne de danse
L'objectif de la ligne de danse est de
- permettre aux couples de se déplacer et de faire des figures, même dans une salle un peu encombrée.
- de décrire des enchaînements, tels que ceux de la valse anglaise (ou valse lente).

#### Faciliter la progression des danseurs
Les couples progressent selon cette ligne de danse. Cela leur permet, même dans une salle un peu encombrée, d'avancer et de faire des figures. C'est comparable au flux de voitures sur une autoroute. Mais à l'inverse, il est autorisé, quand l'affluence le permet, de revenir en arrière sur la ligne de danse pour réaliser des figures qui le demandent, telles que les promenade-contrepromenade en paso doble. Dans ce cas bien évidemment, le danseur doit veiller particulièrement à éviter de heurter les autres couples de danseurs qui suivent la ligne de danse.
La ligne de danse a aussi un autre intérêt : en valse elle exerce un rôle de filtre quasi-mécanique selon le niveau des danseurs :
- les couples débutants tournent moins. Ils se retrouvent donc au centre de la salle à essayer de se débrouiller.
- les couples de bon niveau progressent le long de la ligne de danse, sans être gênés par les couples débutants.
- les couples de niveau avancé qui cherchent à beaucoup progresser peuvent « doubler par la droite » et se faufiler entre les couples de bon niveau qui suivent la ligne de danse et les obstacles au bord de la salle de danse (piliers, tables et chaises...). Dans une salle moyennement encombrée, cela leur permet de progresser au moins deux fois plus vite que les couples de bon niveau.

#### Décrire des enchaînements
Le concept de ligne de danse permet de décrire des enchaînements que tous les couples peuvent réaliser, quelle que soit leur position dans la salle de danse. En effet, les repères sont la ligne de danse (ligne imaginaire faisant le tour de la salle), le centre de la salle et le mur le plus proche du couple.
C'est notamment le cas de la valse anglaise.
On décrit ainsi 8 directions (voir schéma) :
- face ligne de danse
- face diagonale mur
- face diagonale centre
- face mur
- face centre
- dos ligne de danse
- dos diagonale mur
- dos diagonale centre

### Pourquoi la ligne de danse est-elle dans le sens contraire des aiguilles d'une montre?
La ligne de danse a été créée à l'origine pour la valse où la majorité des couples pratiquent le tour à droite qui est plus facile
.
Et en tour à droite, quand on arrive au bout de la salle de danse, il est plus facile de tourner vers la gauche que vers la droite. Il suffit de pivoter un peu moins : de 3/4 de tours (à droite) en 6 pas, alors qu'il faudrait pivoter de 1 tour 1/4 (toujours à droite) pour tourner à droite.
Réciproquement, pour suivre la ligne de danse qui s'applique à tous les danseurs, les pratiquants du tour à gauche doivent pivoter de 1 tour 1/4 (à gauche) pour tourner à gauche. C'est une des raisons qui font que le tour à gauche est plus difficile que le tour à droite.

### Danse progressive
Une danse dans laquelle les danseurs se déplacent en suivant la ligne de danse autour de la salle est appelée « danse progressive ». La plupart des danses de salon se dansent selon la ligne de danse, à l'exception notable du cha-cha-cha, de la rumba et du jive. 

## Dans les danses sans déplacement dans la salle

### Principe
Beaucoup de danses utilisent un concept de « Ligne de danse » pour cadrer les évolutions des danseurs de danses en couple. Lorsqu'on n'est pas dans le milieu des danses de salon, le terme ligne de danse représente un espace réservé au couple qui a l'aspect d'une bande étroite (on parle de slot en anglais). Les danseurs, en restant proches de cette ligne de danse, permettent donc une plus grande proximité des couples dans une salle bondée, chacun sachant où ne pas empiéter. Dans les faits, les danseurs ont alors tendance à paralléliser leurs lignes de danse.
Dans beaucoup de danses en couples (Rock, West Coast Swing...) la cavalière est « propriétaire » de la ligne de danse. Elle reste strictement dessus, son cavalier s'écartant au besoin pour la laisser passer.
Exemples de danses utilisant une ligne de danse :
- Rock 'n' roll
- Boogie-woogie
- Salsa portoricaine
- Cha-cha-cha
- West Coast Swing

Exemples de danses n'utilisant pas de ligne de danse :
- Salsa cubaine
- Lindy hop
- Bachata, merengue, zouk...
- Balboa, shag, blues...
- East Coast Swing (équivalent du rock 'n' roll outre-Atlantique)

### Origines de la ligne de danse
Outre la nécessité de faire tenir un maximum de danseurs dans de petites salles de danse, certaines danses ont notamment attiré les caméras. Danser sur une ligne de danse permettait de garder les danseurs longtemps visibles, avec leurs visages et leurs expressions. C'est le cas notamment pour le West Coast Swing.